# Перелік можливих аварій НЛО
Це список можливих аварій НЛО та аварійних посадок НЛО, що вивчаються уфологією.
- Аврора, Техаський інцидент (17 квітня 1897);
- Тунгуська подія, Сибір (30 червня 1908);
- Розвельський інцидент, Нью-Мексико, Проєкт Могул (8 липня 1947);
- Фальсифікація Ацтек, інцидент у Нью-Мексико (1948);
- Ларедо, Техаський інцидент 1948 (7 липня 1948);
- Дель Ріо, Техаський інцидент 1950, Мексика (1950);
- Кекзбурзький інцидент, Пенсильванія (9 грудня 1965);
- Шегхарборський інцидент, Нова Шотландія (жовтень 1967);
- Випадок у горах Бервін, Уельс (23 січня 1974);
- Коямьский інцидент, Чихуахуа (25 серпня 1974);
- Випадок на висоті 611, Приморський край, Сибір (29 січня 1986);
- Варгінський інцидент, Мінас-Жерайс, Бразилія (1996);
- Нідлз, Каліфорнійський інцидент;